# کلیسای جامع روسکلید
کلیسای جامع روسکلید یک کلیسا واقع در دانمارک می‌باشد و عملیات ساخت و ساز آن در سال ۱۹۸۵ به پایان رسید و این بنا به سبک French Gothic architecture, Dutch معماری رنسانس، نوکلاسیسیسم، Byzantine Revival architecture، معماری مدرن طراحی شده‌است.
از اشخاص معروفی که در این مکان دفن شده‌اند می‌توان به الکساندرینه، زوفی مکلنبورگ، کریستوفر بایرن، کریستیان نهم، فردریک نهم، فردریک هشتم، کریستیان یکم، کریستیان سوم، فردریک ششم، کریستیان دهم، اسون یکم، هارالد بلاتند، مارگارت یکم، ملکه دانمارک اشاره کرد.